# بلالی
بل‌آلی (Bel-âli) به معنی کدخدای جماعت در زبان آشوری. این لقب اغلب به رئیسان و پیشوایان محلی نواحی مننا و سرزمین ماد داده می‌شد و فرمانروایانی در این حد توان دفاع یا امتیاز استقلال در برابر دولت نیرومند آشور را نداشتند.

## پیشوایان محلی
سرزمین مننا به ایالات یا استان‌های متعدد و کوچک که در زبان آشوری ناژه نامیده می‌شد، تقسیم می‌شدند. ظاهراً در رأس این ایالات حکام یا جانشینانی (شاکنو) که در منابع آشوری از ایشان سخن گفته‌شده قرار داشته‌اند. به ظنّ قوی حدود ایالات مزبور در حد قلمرو قبایل بود. رئیسان و کدخدایان یا صاحبان این دهکده‌ها به زبان آشوری بل-آلی خوانده می‌شد
کدخدای جماعت از سیماهای خاص اداری مننا بشمار می‌رفت و در اتحادیه قبایل ماد نیز از ویژگی‌های مهم آن شمرده می‌شد. بدین سبب مقصود پیشوای قبیله یا رئیس جماعت عشیرتی و یا ارضی است یعنی پیشوای مردمی که در محدوده معینی سکونت داشته‌باشد.

## دستگیری چند بلالی
گزارش دبیرخانه اسرحدون در سال ۶۷۴ (پیش از میلاد) راجع به دستگیری دو تن بل‌آلی چنین است: سپاهیان آشور به کشور مادهای دور دست لشکر کشیدند به پای کوه بیکنی (دماوند) و ناحیه پاتشو-آرا رسیدند در این میان دو بل‌آلی دستگیر شدند یکی بنام ایرانی شی‌تیرپرنه یعنی افتخار اخلاف و دومی بنام اپاردو موسوم بوده کسان و اطرافیان و دام‌های ایشان نیز به دست آمد.

## نگارخانه

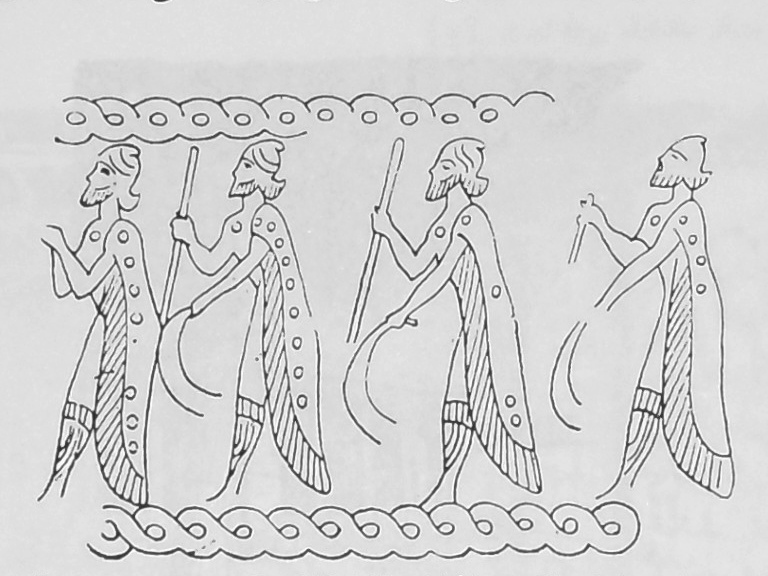
برزگران
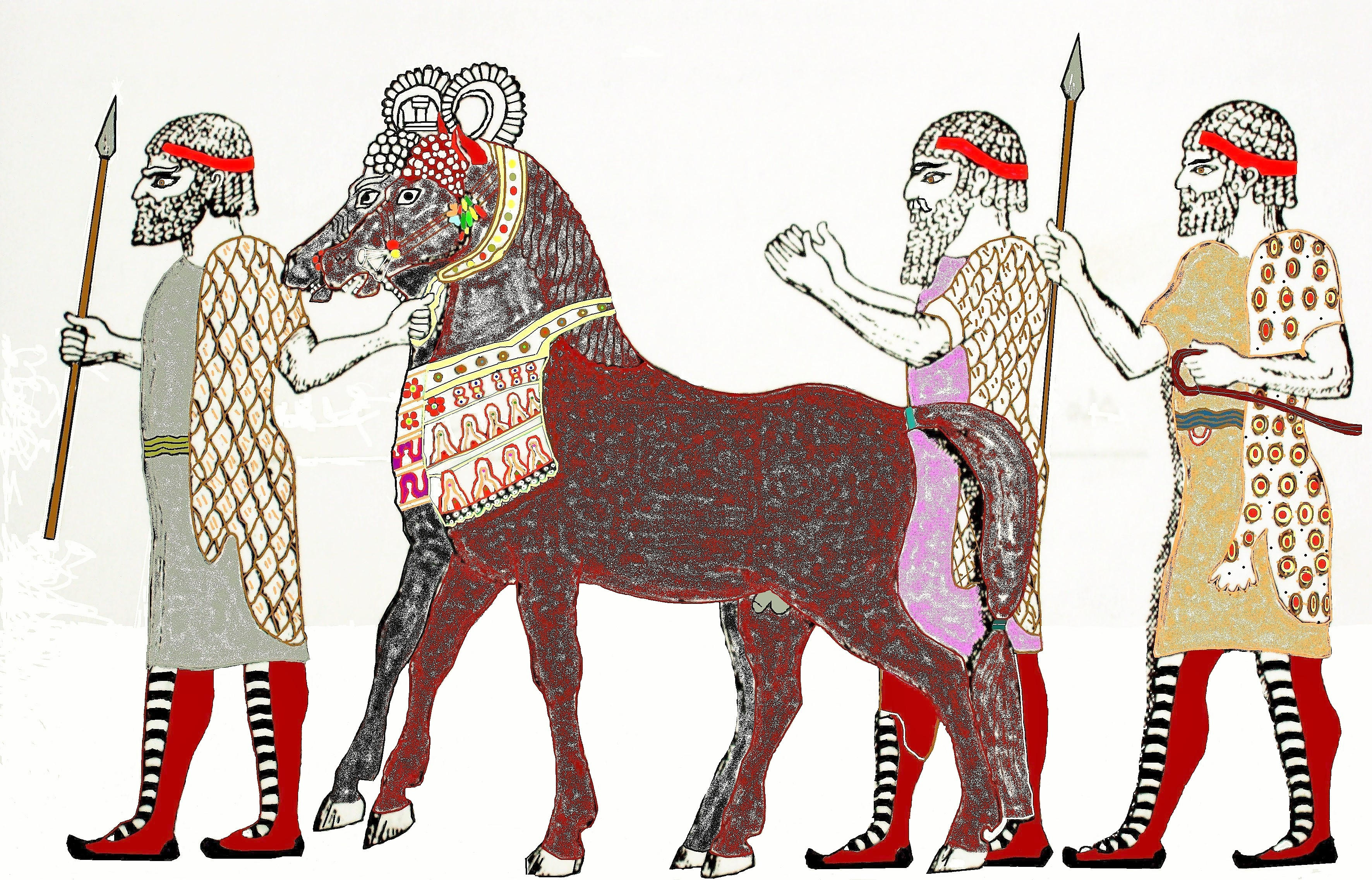
خداوندان دهکده‌ها
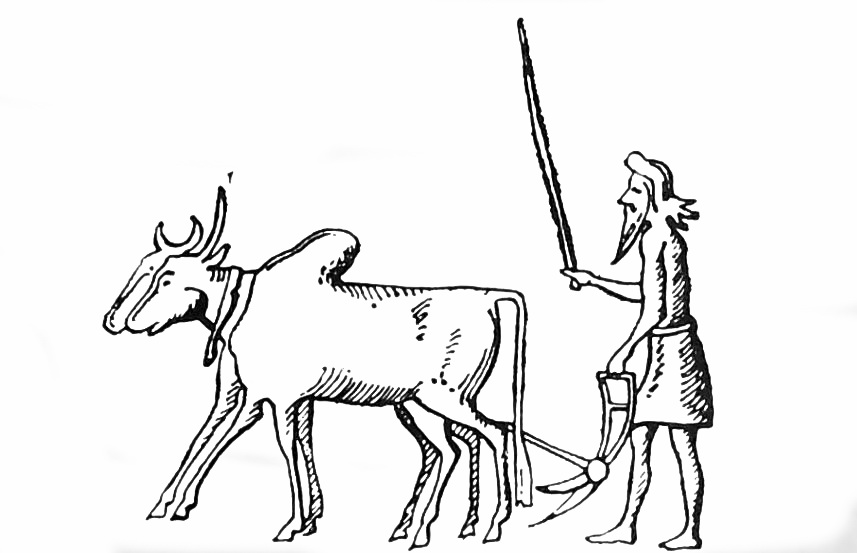
کشاورز با دام خویش